# Abbatiale Notre-Dame-des-Ardents-et-Saint-Pierre de Lagny-sur-Marne
Pour les articles homonymes, voir Abbatiale Notre-Dame.
 (janvier 2025).
L'abbatiale Notre-Dame-des-Ardents-et-Saint-Pierre est une église catholique paroissiale située à Lagny-sur-Marne, dans le département de Seine-et-Marne, en France. C'est l'ancienne église abbatiale de l'abbaye Saint-Pierre de Lagny. Elle a été classée monument historique par arrêté du 12 juillet 1886.

## Histoire

### Chronologie
L'abbatiale actuelle a été construite sur l'emplacement des différentes églises édifiées à partir de 648, date de fondation de l’abbaye Saint-Pierre de Lagny par saint Fursy, moine irlandais. 
Elle fut ravagée en 910 par les Normands. Le comte de Meaux Herbert II de Troyes et son fils Étienne Ier de Troyes firent construire une nouvelle église sur les ruines existantes en 987. Le roi Robert le Pieux offrit à l’occasion de sa consécration par l’archevêque de Sens, deux reliques, issues du trésor de Charlemagne à Aix-la-Chapelle, une épine de la Sainte Couronne de Jésus ainsi qu’un Clou de la Passion, Clou qui fut volé en 1567 par les calvinistes lors du pillage du monastère. Les travaux prirent fin en 1017 et l'église est dédiée à saint Pierre, saint Paul et aux saints Innocents par l’archevêque de Sens Léothéric deux ans plus tard.
En 1033, le mal des ardents apparaît une première fois et fit énormément de victimes, aussi bien en France qu'à Lagny sur Marne. Il frappe à nouveau la ville en 1127, et les habitants implorent l'aide de la Vierge pour combattre ce mal. La chapelle portera à partir de cette date le nom de Notre-Dame-des-Ardents.
L'église reçut la visite du Pape Pascal II en 1107, puis du Pape Innocent II en 1131 qui faisait un pèlerinage.
Quatre incendies successifs endommagèrent l'église en 1134, 1157, 1176 et 1184. L'abbé Jean Britel décide la reconstruction en 1206 et de nombreux travaux furent entrepris. Le projet donnait une dimension finale de l'édifice devant être proche des 110 mètres de long et une hauteur sous voûte de 27 mètres, projet qui n'a pas été suivi. 
Des travaux furent de nouveau entrepris pour la restauration en 1686, mais les travaux étaient si importants, qu'il faut amputer l'édifice des sept premières travées de bas-côtés. Une nouvelle façade a été construite avec une ossature de bois et de remplissage de plâtre. À la suite de ces travaux, une nouvelle consécration eut lieu en 1687. De nouveaux travaux sont entrepris en 1750, mais pour des raisons de sécurité, il faut une nouvelle fois détruire la nef du XIIe siècle et le clocher. Il s'ensuit la construction d’un nouveau clocher, de la chapelle Saint-Joseph et de la sacristie qui forment ainsi l'entrée actuelle.
En 1789, pendant la révolution française, un décret de la constituante imposait une seule église dans chaque commune de moins de 6 000 habitants. La ville, qui comptait à cette époque, 1 723 habitants et quatre églises (Saint-Pierre, Saint-Fursy, Saint-Paul et Saint-Sauveur), décida que l'église Saint-Pierre serait la seule église de la ville. Les autres fermèrent donc le 17 août 1792. L'unique église fut renommée Saint-Fursy, puis temple de la liberté.
En 1860, de nouveaux travaux sont entrepris dont la construction de la sacristie et du presbytère. Le dallage du chœur est remplacé par du parquet et des verrières représentant l’ancien et le nouveau testament sont posés. En 1870, l'église est occupée par les soldats allemands et des prisonniers français. Afin d’avoir de la chaleur dans cet endroit, ils ont brûlé tout ce qui était en bois (parquet, bois des orgues, bancs). De passage à Lagny, le roi de Prusse et futur empereur d’Allemagne, Guillaume, constata l'état de dégradation avancée de l’orgue. Grâce à sa générosité (il fit un don de 400 francs à l'église), un nouvel orgue, fabriqué par les établissements Stoltz, put être installé en 1874. 
En 1886, l'église est classée en tant que Monument historique. Les croix de dédicace ont été gravées sur les piliers du chœur. En 1944, l'armée allemande, placée en garnison non loin de Lagny, endommage à coups d’obus l’église, les verrières et le toit. En 1950, l'abbatiale prend le nom de Notre Dame des Ardents-et-Saint Pierre pour rappeler les deux épidémies et le miracle de la Vierge Marie qui les stoppa.

### Le miracle de Jeanne d'Arc

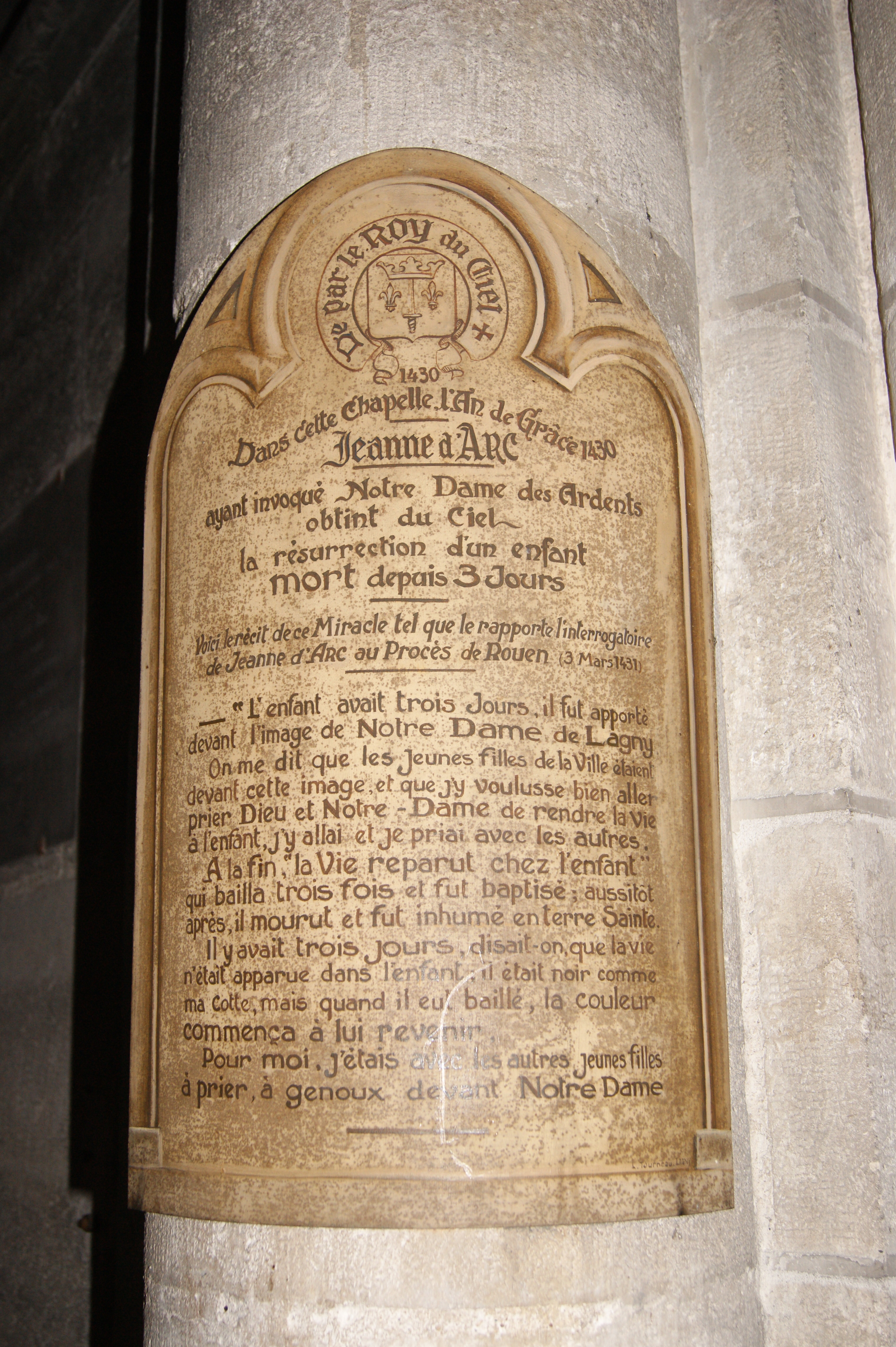
Récit du procès de Rouen concernant le miracle.

En 1430, lors de son second passage dans cette ville, Jeanne d'Arc accomplit un acte considéré comme miracle, la résurrection d'un enfant mort depuis trois jours. Cet acte fut pris en compte lors de sa canonisation. Le récit de ce miracle a été fait par Jeanne d'Arc lors de son procès de Rouen le 3 mars 1431 :

« L'enfant avait trois jours. Il fut apporté devant l'image de Notre Dame de Lagny. On me dit que les jeunes filles de la ville étaient devant cette image et que j'y voulusse bien y aller prier Dieu et Notre-Dame de rendre la vie à l'enfant, j'y allai et priai avec les autres. 
À la fin, "la vie reparut chez l'enfant" qui bailla trois fois et fut baptisé ; aussitôt après, il mourut et fut inhumé en terre Sainte. 
Il y avait trois jours, disait-on, que la vie n'était apparue dans l'enfant ; il était noir comme ma cotte, mais quand il eut baillé, la couleur commença à lui revenir. » 
Pour moi, j'étais avec les autres jeunes filles à prier, à genoux, devant Notre Dame. »

Une plaque a été scellée dans la partie sud de l'abbatiale pour rappeler celui-ci. Il existe également une inscription en latin, gravée sur une dalle dans la Chapelle de la Vierge.

« HIC REVIXIT INFANS SUPPLICANTE JOHANNA 1430 »

Le 5 mai 1430, Jeanne d'Arc partant pour Senlis confie à l'abbaye 6 épées, dont celle de Sainte-Catherine-de-Fierbois, cette dernière ayant appartenu à Charles Martel qui s'en était servi lors la Bataille de Poitiers en 732. 
Nul ne sait où elle se trouve maintenant, une légende dit qu'elle est dans un souterrain ou murée dans un des piliers de la Chapelle de la Vierge des Ardents.

### Saints de Lagny-sur-Marne
Les Saints de Lagny-sur-Marne :
- Saint Fursy, Fondateur du monastère de Lagny-sur-Marne et Patron de la ville
- Saint Emilien, ou Saint Ymelin, Abbé et disciple de Saint Furcy[8] mort vers 675.
- Saint Éloque,3e Abbé
- Saint Momble, Abbé[9]
- Saint Kentigern
- Saint Algis,
- Saint Déodat, Abbé avant d'être nommé Évêque de Castres[10]
- Saint Maldegaire[11]
- Saint Landry
- Saint Fulbert[12].
- Saint Ausilion ou Saint Ansilion[13] ou Saint Ansillon[14], moine martyr, disciple de Saint Furcy
- Saint Sidoine
- Sainte Jeanne d'Arc

### Personnalités inhumées
- Herbert II de Troyes, dit le Jeune, Comte de Meaux (Herbert III) et de Troyes (Herbert II) de 966 à 995 et comte d'Omois (Herbert IV) de 984 à 995, né vers 950, mort en 995.
- Thibaut IV de Blois, Comte de Blois, Chartres, Châteaudun, Provins, seigneur de Sancerre (1102-1151), comte de Troyes et de Champagne (1125-1151), né vers 1090/1095, mort le 10 janvier 1152.
- Saint Déodat, Abbé de Lagny.
- Saint Ausilion ou Saint Ansilion ou Saint Ansillon, moine martyr et disciple de Saint Furcy.

## Description

### Aperçu général

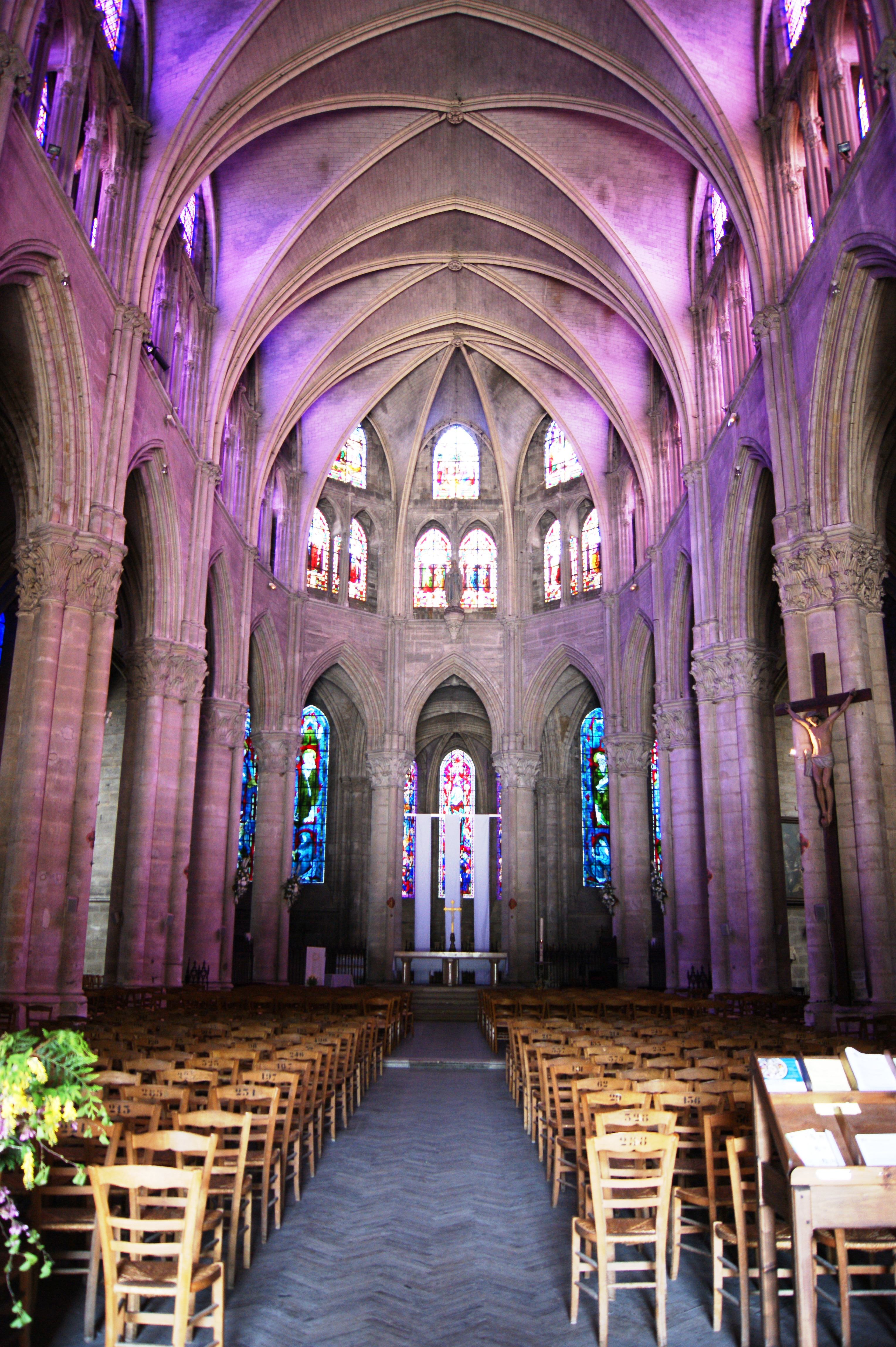
Vue de l'intérieur de l'église.

Les dimensions de l'abbatiale actuelle sont de 48 mètres de long sur une largeur de 37 mètres. Elle s'élève sur trois niveaux, les grandes arcades, le trioforium et les fenêtres hautes. L'accès, à partir du parvis se fait, depuis le XVIIIe siècle, par le porche-clocher. 

### Intérieur

#### Vaisseau central
Des énormes piles avec des colonnettes et chapiteaux décorés de bourgeons, de feuillages, d’oiseaux ou de monstres, soutiennent les voûtes.
De nombreux vitraux ont été détruits lors de la seconde guerre mondiale. Les plus anciens encore visibles sont l’œuvre d'un maître verrier Claudius Lévêque de Beauvais. Les plus récents, qui datent de 1951 et 1956 sont l’œuvre du maître verrier, Roger Calixte Poupart.
À la révolution, les huit cloches ornant l'église furent démontées et fondues pour en faire des boulets et autres accessoires à canons.

#### Chapelles

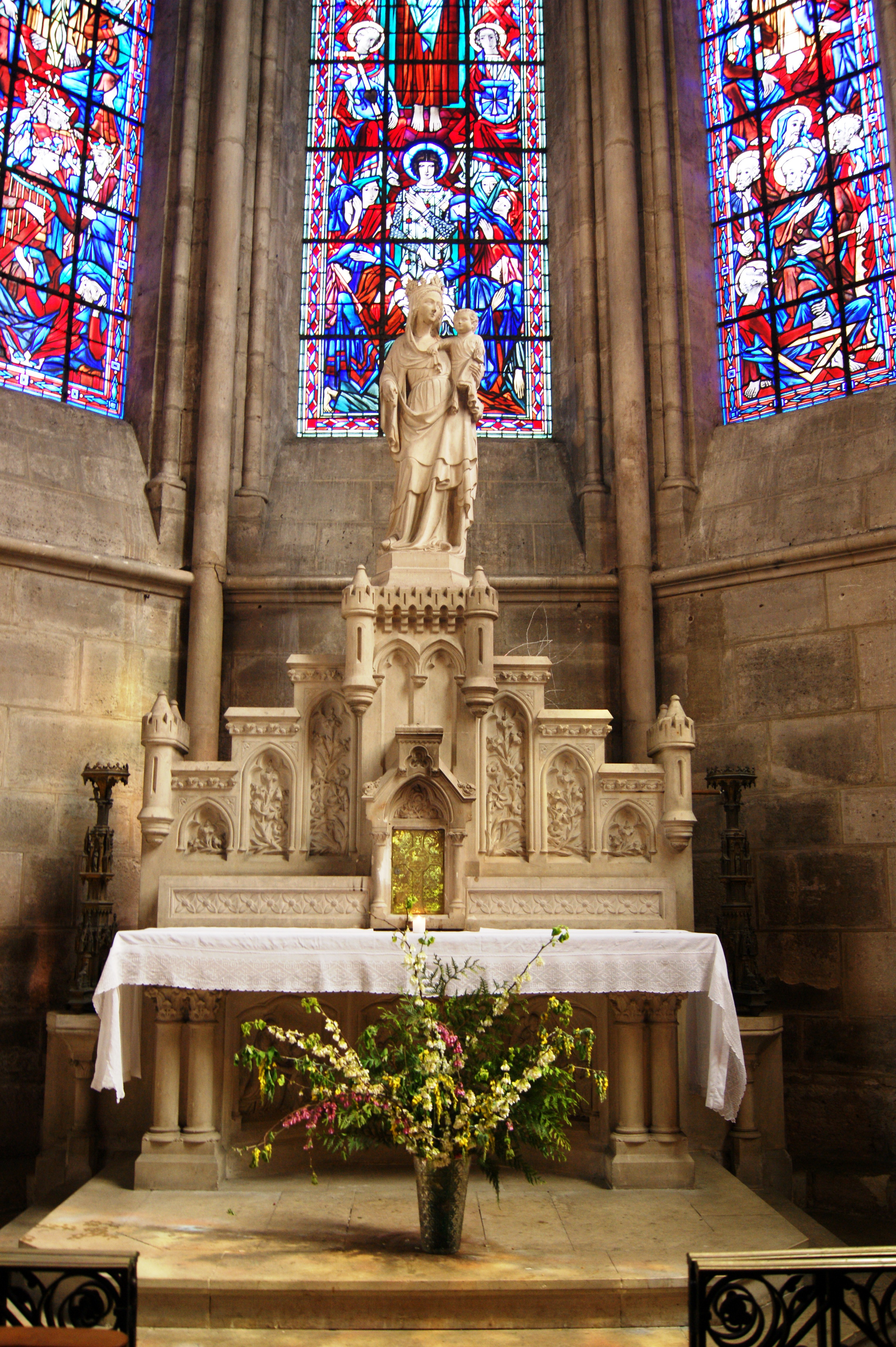
Chapelle Sainte Vierge

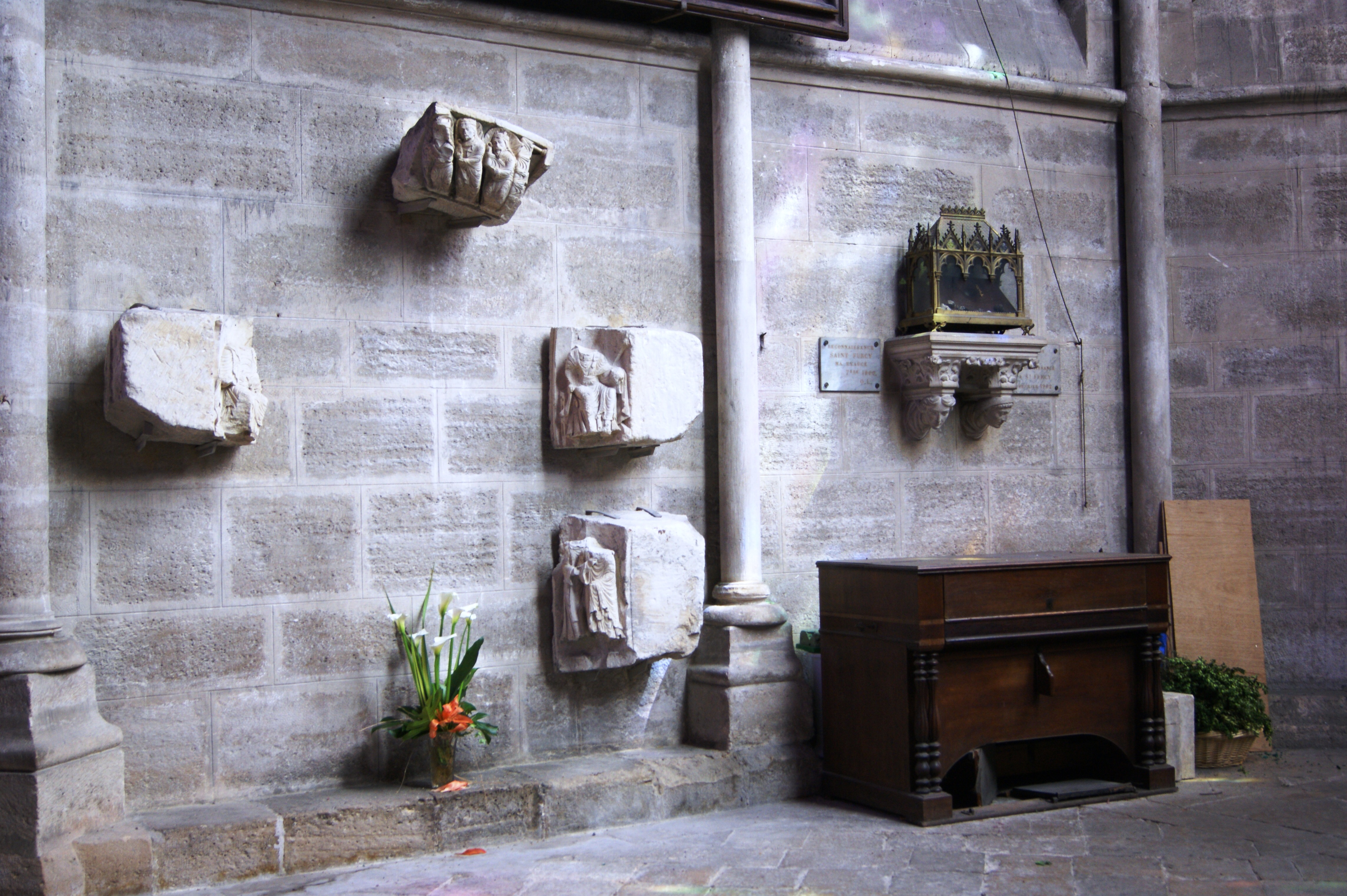
Chapelle Saint Furcy

L'église comporte plusieurs chapelles. La chapelle Saint Joseph, située dans le clocher, possède un autel en marbre et un retable dont les colonnes ont été offertes par Louis XIV. La chapelle Jeanne d’Arc où une statue a été érigée devant le pilier où Jeanne d'Arc aimait se retirer pour prier. Ce pilier pris naturellement le nom de « Pilier de Jeanne d'Arc ». 
Il y a aussi une chapelle dédiée à la Sainte Vierge avec un reliquaire présent dans cette chapelle. Lors d'une épidémie du mal des ardents à Arras en 1105, la Vierge apporta un cierge allumé afin de sauver 144 habitants de ce mal. Quelques morceaux de cette « Sainte Chandelle » furent offerts par Mgr Outoit, évêque d'Arras, en 1939 sous la forme d'un cierge enchâssé dans un tube de cristal. 
Trois autres chapelles complètent l'église : la chapelle Saint Sauveur, la chapelle Saint Denis et la chapelle Saint Furcy où des vestiges du portail du XIIe siècle ont été déplacés dans celle-ci.

## Description détaillée

### Intérieur

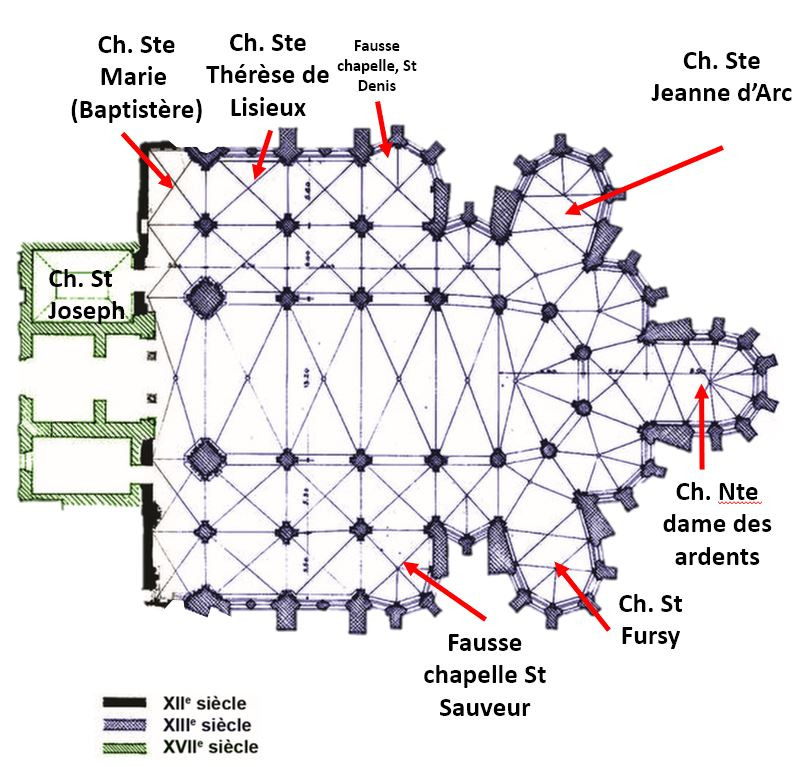
Plan d'ensemble des chapelles

L’église Saint-Pierre de Lagny est édifiée sur l’emplacement d’anciennes églises abbatiales. Des vestiges d’une église du XIIe siècle existent dans le mur qui limite le transept à l’ouest à droite et à gauche de l’entrée. L’église actuelle a été commencée au début du XIIIe siècle. Tes travaux ont été poursuivis jusque vers le milieu de ce siècle. Des réparations ont été exécutées au XIVe siècle. Le porche, les chapelles ouest et le clocher datent du XVII siècle.
Des amorces de colonnettes au dessus du Triforium indiquent que l’on envisageait un édifice de plus grande hauteur.
De chaque côté des portes du porche, deux statues en bois polychrome représentent St Pierre & St Blaise. Sur le mur ouest côté sud et nord, deux huiles sur toile du 17ème siècle présente la résurrection et l'ascension du Christ (images à venir). Ces toiles auraient été exécutées par Jean-Baptiste Hutin vers 1772-1775 pour l'ancienne nef de Saint-Furcy. La résurrection est restaurée en 1998-1999 par l'atelier des Envierges : Frédéric Pellas, Sabine Cotte, Laurent Blaise. Malheureusement, elle est de nouveau dégradée par les fuites d’eau de la toiture et protégée par une bâche. 
Sous ceux-ci, deux châsses de sainte Thérèse d'Avila et d'un saint inconnu (XVIII ème , bois taillé, doré, restaurés en 2018 par les ateliers de  Laurence Chicoineau et Hervé Leriche). Enfin, devant l'entrée de la chapelle St-Joseph, une statue de St Antoine de Padoue par Yvonne Parvillée (XXème).

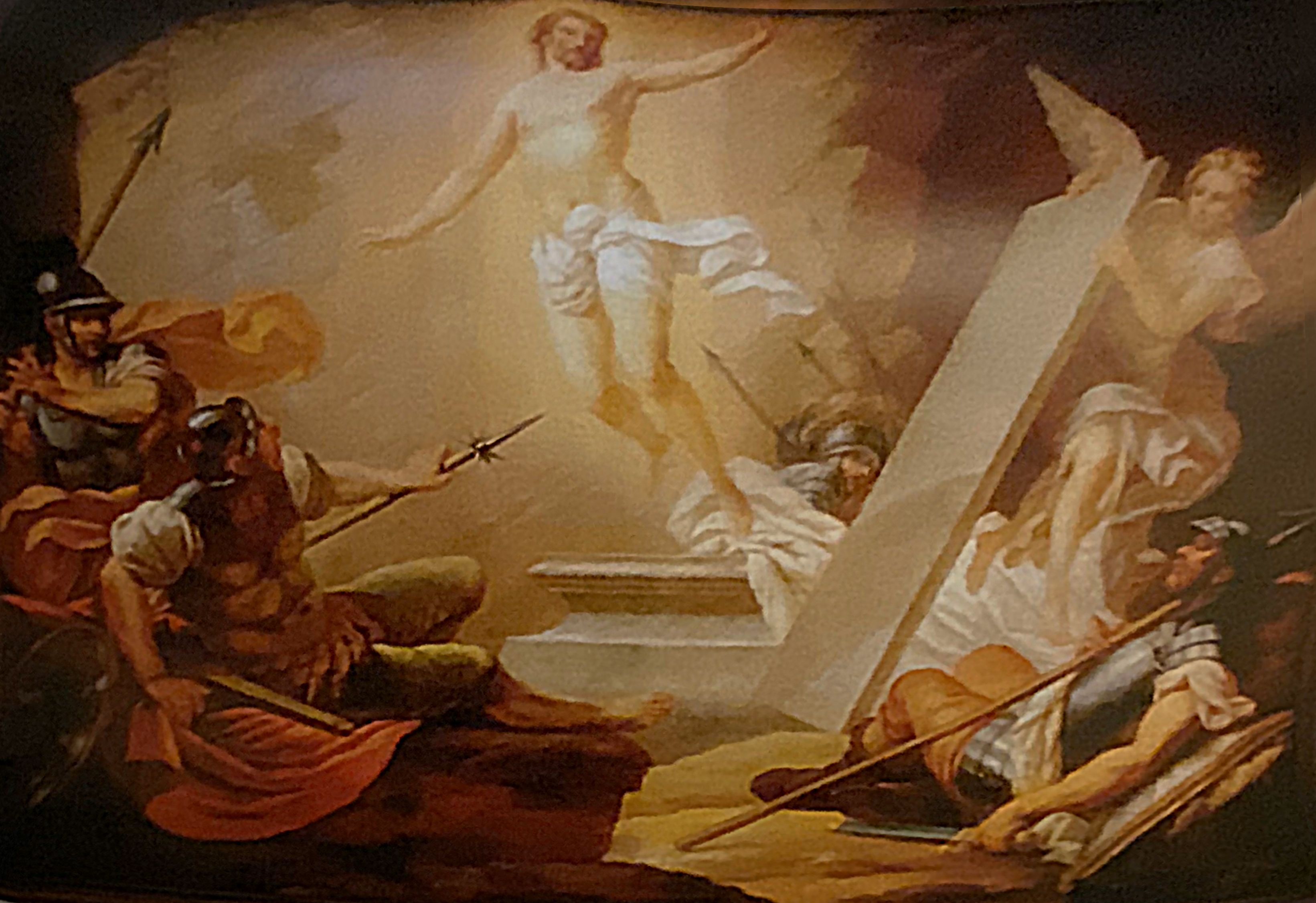
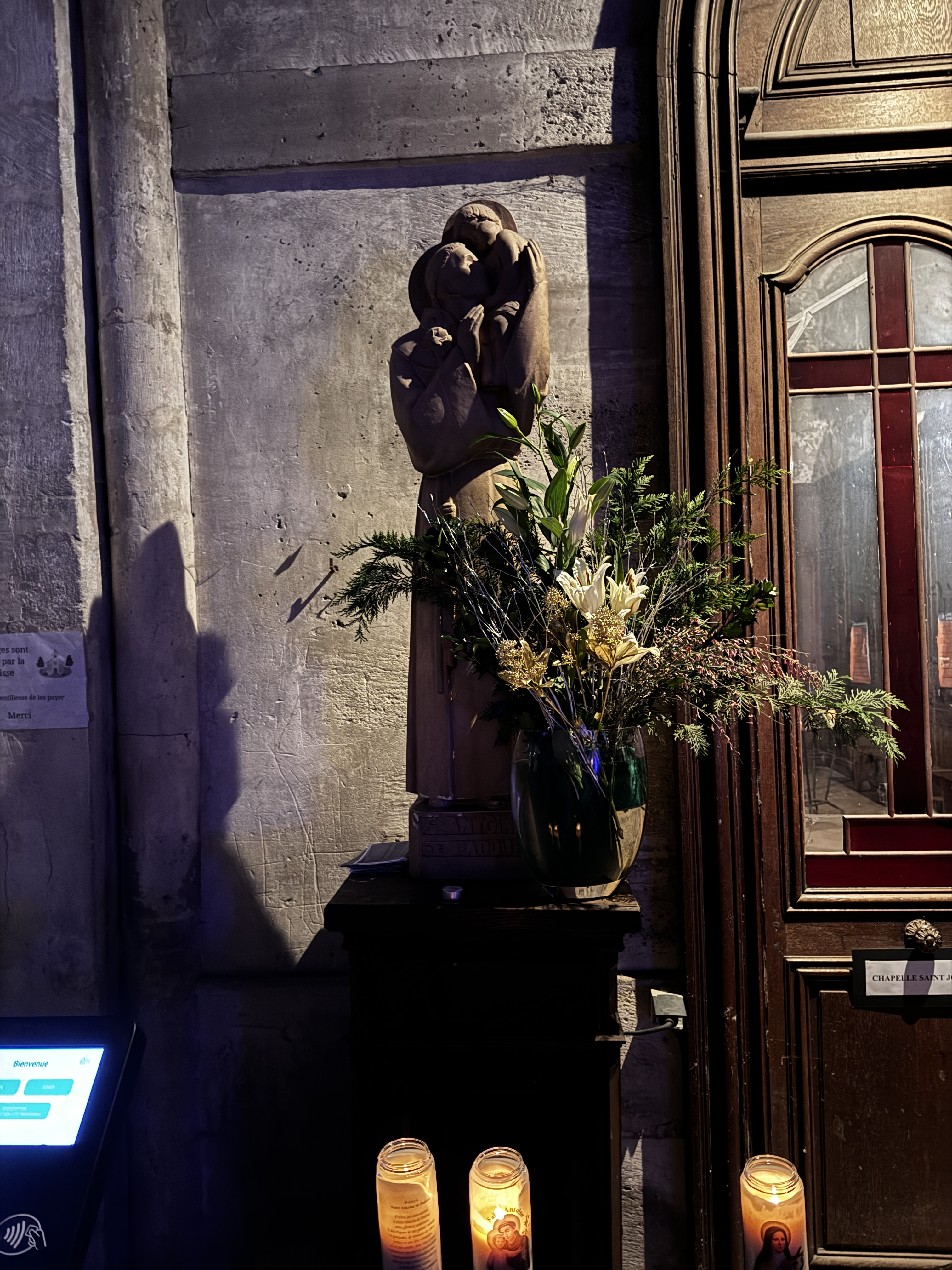
St Antoine de Padoue par Yvonne Parvillée (XXème)

## Mobilier

### Reliques
Des reliques telles que les ossements des Saints-Innocents, une épine de la couronne et la pointe d'un clou qui servit à attacher Jésus Christ sur la croix furent offertes par Robert le Pieux. Ces reliques furent brulées par les calvinistes.

## Square Jeanne d'Arc (ancien jardin du presbytère)

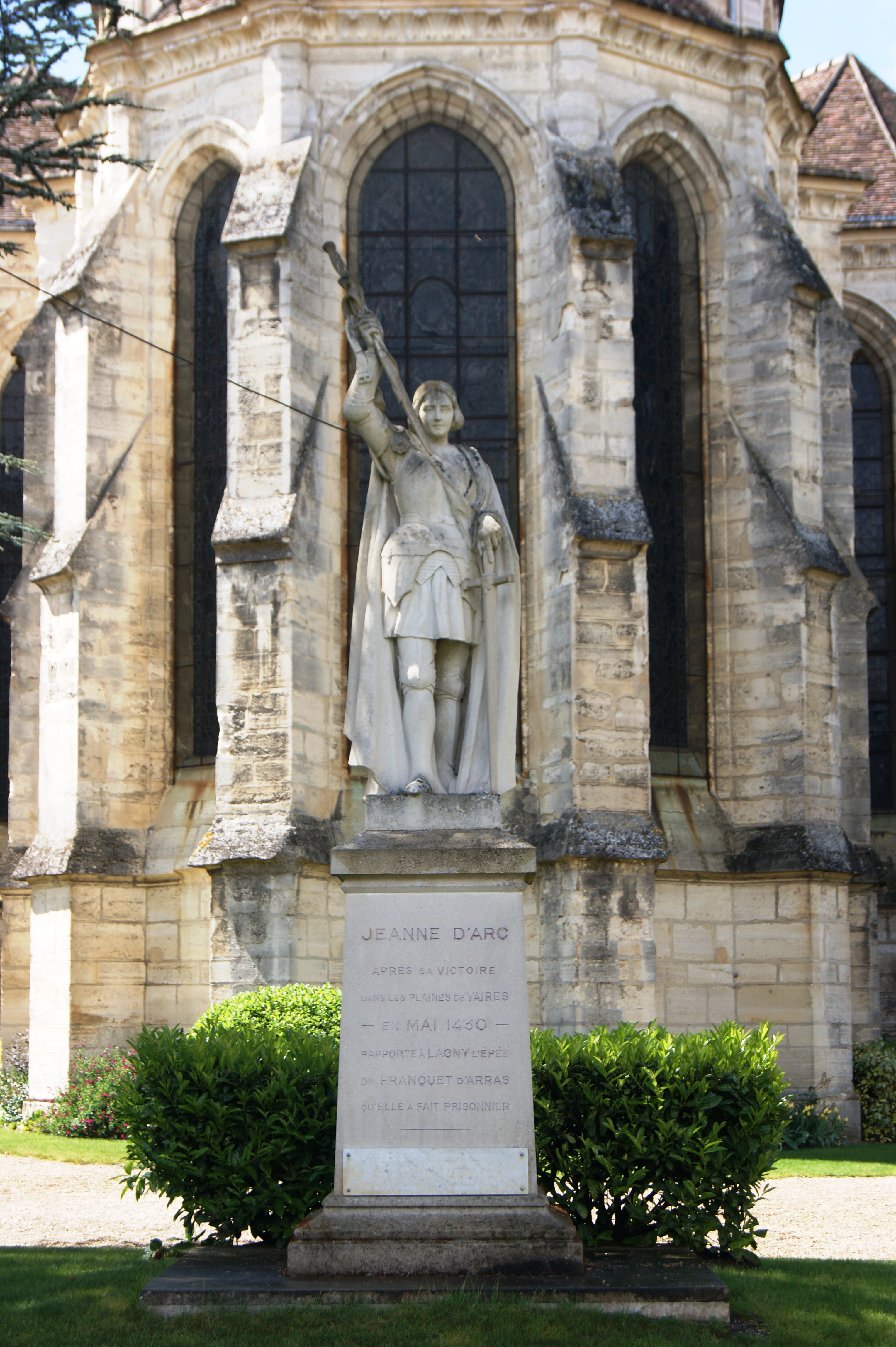
Statue Jeanne d'Arc

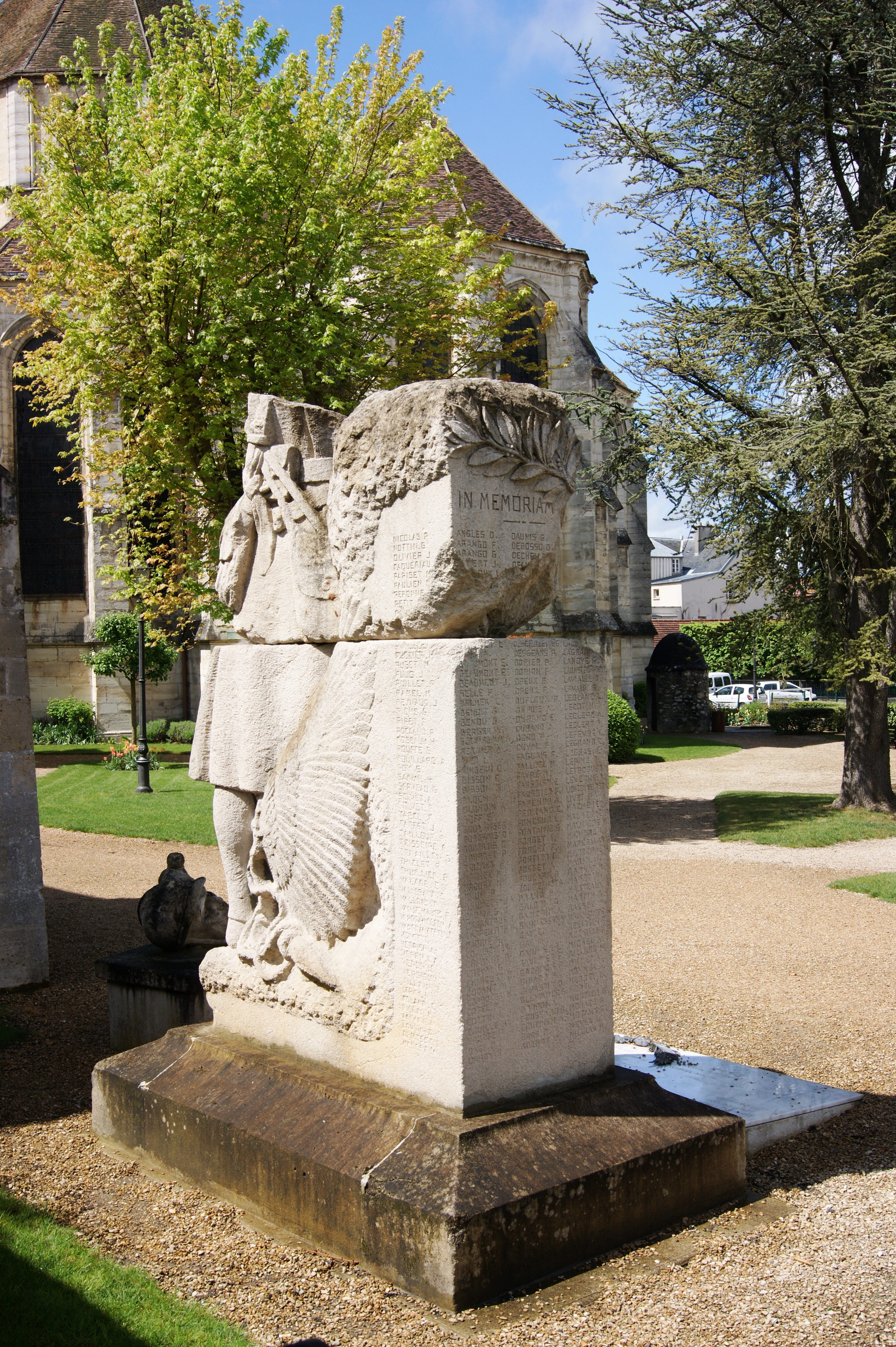
Ancien monument aux morts

À la suite de la canonisation de Jeanne d'Arc en 1922, une souscription est lancée pour la construction d’une statue.
Le sculpteur Armand Roblot est retenu, et c'est le 13 mai 1923 que cette statue prend place, dans un premier temps, place de l'Hôtel-de-Ville pour être transférée ensuite en 1966 dans le square qui se trouve derrière l'abbatiale. Celle-ci représente Jeanne d'Arc, brandissant l'épée de Franquet d'Arras dans sa main droite et tenant dans sa main gauche l'épée de Sainte-Catherine-de-Fierbois. 
Sur le socle, l'inscription suivante a été gravée : 

« Jeanne d'Arc après sa victoire dans les plaines de Vaires en mai 1430 rapporte à Lagny l'épée de Franquet d'Arras qu'elle a fait prisonnier »

L'ancien monument aux morts, érigé à la mémoire des hommes morts au combat pendant la première guerre mondiale, a été détruit et jeté dans la Marne, en 1940, pendant la seconde guerre mondiale par l'armée allemande. Les restes de ce monument ont été replacés, formant un nouveau monument dans ce square pour honorer leur mémoire.